# Académie autrichienne des sciences
Vous pouvez aider à l'améliorer ou bien discuter des problèmes sur sa page de discussion.
- Son contenu est rédigé entièrement ou presque à partir d'une seule source. N'hésitez pas à modifier cet article pour améliorer sa vérifiabilité en apportant de nouvelles références dans des notes de bas de page. (Marqué depuis août 2023)
- Il ne s’appuie pas, ou pas assez, sur des sources secondaires ou tertiaires. (Marqué depuis août 2023)
- Il est à actualiser. Certains passages sont obsolètes ou annoncent des événements désormais passés. (Marqué depuis août 2023)

- Archive Wikiwix
- Bing
- Cairn
- DuckDuckGo
- E. Universalis
- Gallica
- Google
- G. Books
- G. News
- G. Scholar
- Persée
- Qwant
- (zh) Baidu
- (ru) Yandex
- (wd) trouver des œuvres sur Wikidata

L'Académie autrichienne des sciences (en allemand Österreichische Akademie der Wissenschaften) est une institution nationale autrichienne, situé à Vienne. Sa mission est de promouvoir et de soutenir le développement des sciences, et plus particulièrement la recherche fondamentale. Elle a été fondée suivant le modèle d'autres sociétés savantes comme l'Académie allemande des sciences naturelles Leopoldina, l'Académie des sciences, ou la Royal Society.

## Histoire
L'Académie des sciences autrichienne a été fondée le 14 mai 1847 par le roi Ferdinand Ier d'Autriche comme « Académie royale des sciences à Vienne ». 
En 1857, l'Académie reçoit le droit d'utiliser la Neue Aula, l'ancienne Université de Vienne qui fut construite par l'architecte français Jean-Nicolas Jadot de Ville-Issey entre  1753 et 1755. Ce bâtiment possède une salle des fêtes avec des fresques de Gregorio Guglielmi, et une salle de théologie avec des fresques de Franz Anton Maulbertsch.

## Organisation

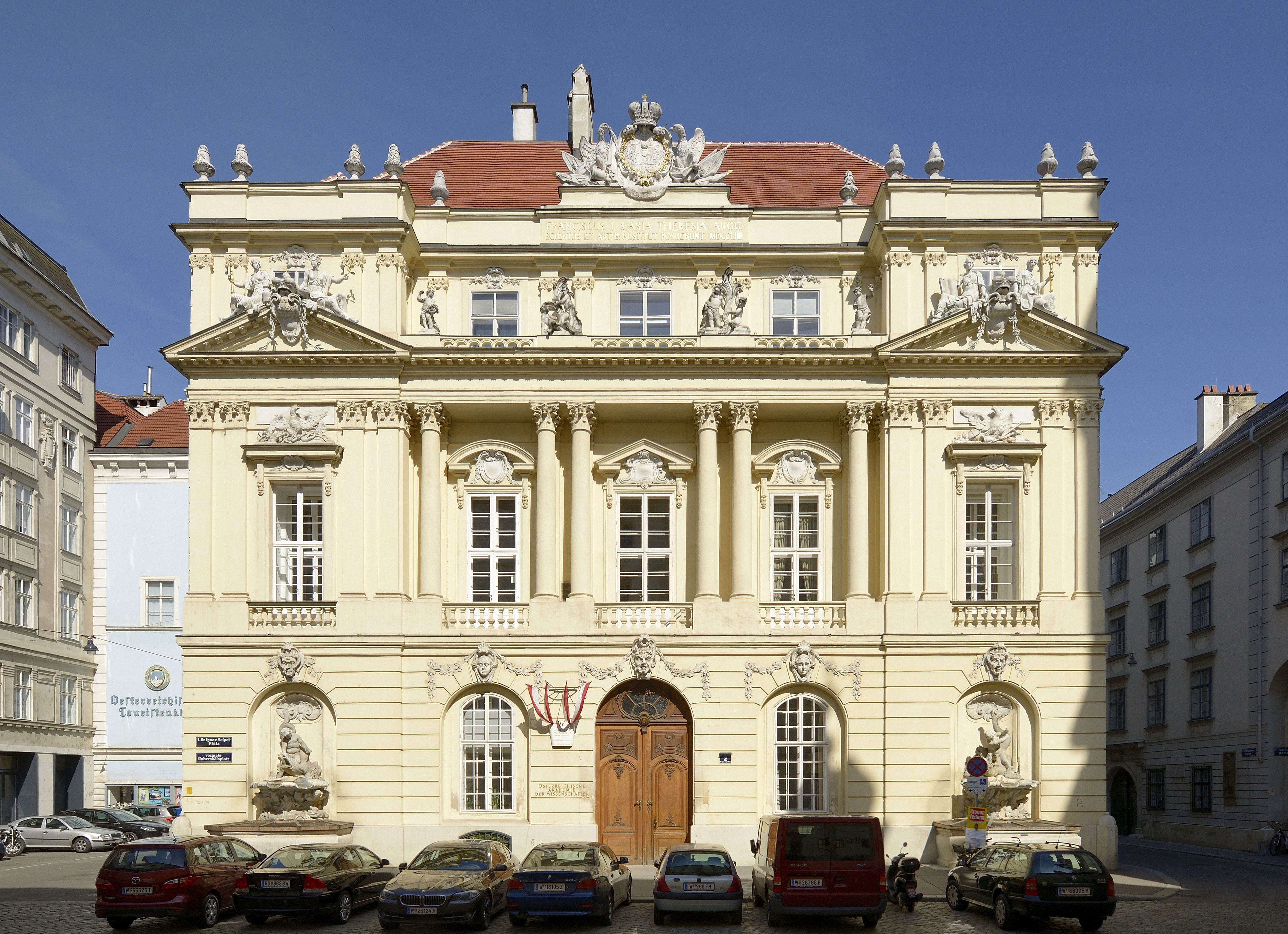
Siège de l'Académie des sciences autrichienne dans l'Innere Stadt.

La « Phonogrammarchiv » de l'Académie a commencé dès 1899 à archiver les voix de poètes germanophones à l'aide de phonographes. Cette archive est la plus ancienne archive audiovisuelle du monde. En 1944, une commission de recherche musicale a été mise en place.
L'Académie possède un Institut de l'histoire de la culture antique, qui est issu de la recherche archéologique. Cet institut s'occupe particulièrement de compte rendu et de publications concernant les découvertes et les résultats de fouille archéologique dans le monde. Il s'agit par exemple, de recherches effectuées sur Éphèse ou Carnuntum.
En 2004, la « Fondation Hannes Andrisch de l'ÄOW » a été créée en l'honneur de Hannes Androsch. Le but de cette fondation est de soutenir en synergie avec l'Académie, les recherches scientifiques ayant pour thème le travail et le renforcement de l'égalité sociale et de la paix. Depuis 2007, elle remet le « Prix Hannes Androsch ».

## Présidence
Le président de l'Académie depuis 2022 est Heinz Fassmann. 
| Identité                         | Période | Période       | Durée |
| Identité                         | Début   | Fin           | Durée |
| -------------------------------- | ------- | ------------- | ----- |
| Peter Schuster (en) (né en 1941) | 2006    | 2009          | 3 ans |
| Anton Zeilinger (né en 1945)     | 2013    | 22 avril 2022 | 9 ans |
| Heinz Fassmann (né en 1955)      | 2022    |               |       |